# Aultbea
Aultbea är en ort i Storbritannien.   Den ligger i kommunen Highland och riksdelen Skottland, i den nordvästra delen av landet, 800 km nordväst om huvudstaden London. Aultbea ligger 6 meter över havet och antalet invånare är 370.
Terrängen runt Aultbea är platt åt nordost, men åt sydväst är den kuperad. Havet är nära Aultbea västerut. Runt Aultbea är det mycket glesbefolkat, med 2 invånare per kvadratkilometer. Närmaste större samhälle är Gairloch, 14,0 km sydväst om Aultbea. Trakten runt Aultbea består i huvudsak av gräsmarker.